# Michel Rodange
Michel Rodange (Waldbillig, 3 gennaio 1827 – Clausen, 27 agosto 1876) è stato uno scrittore e poeta lussemburghese.

## Biografia
La sua opera principale è l'epopea nazionale del Lussemburgo Renert (in lussemburghese: Renert oder de Fuuß am Frack an a Ma'nsgrätt). L'opera, pubblicata nel 1872, è un adattamento epico del Renart, ma ambientata in Lussemburgo, ed è importante, in chiave culturale lussemburghese, perché analizza le caratteristiche del popolo del Lussemburgo, con i suoi dialetti regionali e subregionali, attraverso una storia, basata sul Renart epico.
Rodange è stato, tra l'altro, professore e ha insegnato a Steinsel e Larochette, dimostrando un certo interesse verso le tradizioni popolari.